# 1958-as sakkolimpia
A 13. sakkolimpia 1958. szeptember 30. és október 23. között a Német Szövetségi Köztársaságban, Münchenben került megrendezésre. Az eseményt a város alapításának 800. évfordulójának ünnepségeivel kötötték össze. A rendezvényen a sakkolimpiák történetében első alkalommal vettek részt afrikai országok csapatai is. A verseny helyszíne a Deutsches Museum volt.

## A résztvevők
Az eseményen 36 ország vett részt, 207 versenyzővel, mindkét szám rekordot jelentett a hivatalos sakkolimpiák addigi történetében. A mezőny erősségét a megjelent 25 nemzetközi nagymester és 42 nemzetközi mester jelezte.
A szovjet csapat „bombaerős” összeállításban, a világ élvonalát jelentő hat nemzetközi nagymesterrel állt ki. Az éltáblán a világbajnok Mihail Botvinnik, aki ebben az évben szerezte vissza a világbajnoki címét a most második táblán játszó Vaszilij Szmiszlovtól. A harmadik táblán Paul Keres, a negyediken David Bronstejn, mindketten voltak már másodikok Botvinnik mögött a világbajnoki címért vívott küzdelmek során. A szovjetek tartalékjátékosa két későbbi világbajnok, Mihail Tal és Tigran Petroszján volt. Nem véletlenül voltak ők a verseny favoritjai, és a várakozásnak megfelelve nagy előnnyel nyerték a versenyt.
A szovjetek mögött a dobogóra esélyesek között tartották számon a jugoszláv, a magyar, az argentin és az amerikai válogatottat. Sajnos a magyar csapat az elődöntő utolsó előtti fordulójában Kolumbiától elszenvedett váratlan és megmagyarázhatatlan 3–1-es veresége miatt csak a 4. helyet szerezte meg a csoportjában, így a sakkolimpiák történetében első – és egyetlen – alkalommal nem jutott az „A” döntőbe. A „B” döntőt viszont megnyerte. Az amerikai csapat esélyeit csökkentette, hogy az olimpia előtt nem sokkal véget ért zónaközi verseny fáradalmai miatt két éljátékosuk, a fiatal csodagyerek, ekkor még csak 15 éves, de már kétszeres amerikai bajnok Bobby Fischer és a magyar származású, egy évvel korábban Amerikába emigrált Benkő Pál nem vállalta a versenyen való részvételt.
A csapatok 6 főt nevezhettek, akik közül egyidejűleg négy játszott. Meg kellett adni a játékosok közötti erősorrendet, és az egyes fordulókban ennek megfelelően ülhettek le a táblákhoz. Ez lehetővé tette, hogy táblánként állapítsák meg és hirdessék ki a legjobb egyéni eredményt elérőket.

## A verseny lefolyása
A 36 csapatot 4 elődöntő csoportba sorsolták, amelyekből az első három helyezett jutott az „A” döntőbe, a 4–6. helyezett a „B” döntő, a többiek a „C” döntő mezőnyét alkották.
A verseny mind az elődöntőben, mind a döntőben körmérkőzéses formában került megrendezésre. A csapat eredményét az egyes versenyzők által megszerzett pontok alapján számolták. Holtverseny esetén vették csak figyelembe a csapateredményeket, ahol a csapatgyőzelem 2 pontot, a döntetlen 1 pontot ért. A játszmákban 2 óra 30 perc állt rendelkezésre 40 lépés megtételéhez, majd további óránként 16 lépést kellett megtenni.
A versenyt a címvédő szovjet csapat ezúttal is meggyőző fölénnyel nyerte Jugoszlávia előtt, és az argentin válogatott szerezte meg a bronzérmet. Magyarország „B” döntőbeli 1. helyezése hivatalosan a 13. helyet jelentette. Játékosaink közül Forintos Győző teljesítményét kell kiemelni, aki a 2. tartalékok között, holtversenyben Petroszjánnal, egyéni aranyérmet szerzett.

## A verseny eredményei

### Elődöntők
| Döntő | Ország        | 1  | 2  | 3  | 4  | 5  | 6  | 7  | 8  | 9  |  | + | − | = | Pont |
| ----- | ------------- | -- | -- | -- | -- | -- | -- | -- | -- | -- |  | - | - | - | ---- |
| «A»   | Szovjetunió   |    | 3½ | 2½ | 2½ | 3  | 4  | 4  | 3½ | 4  |  | 8 | 0 | 0 | 27   |
| «A»   | Bulgária      | ½  |    | 3  | 1½ | 2  | 4  | 3½ | 3½ | 3½ |  | 5 | 2 | 1 | 21½  |
| «A»   | Ausztria      | 1½ | 1  |    | 2  | 2½ | 2½ | 4  | 3½ | 4  |  | 5 | 2 | 1 | 21   |
| «B»   | Hollandia     | 1½ | 2½ | 2  |    | 1½ | 3  | 3  | 3  | 4  |  | 5 | 2 | 1 | 20½  |
| «B»   | Dánia         | 1  | 2  | 1½ | 2½ |    | 1½ | 1½ | 2½ | 4  |  | 3 | 4 | 1 | 16½  |
| «B»   | Franciaország | 0  | 0  | 1½ | 1  | 2½ |    | 2  | 3½ | 4  |  | 3 | 4 | 1 | 14½  |
| «C»   | Olaszország   | 0  | ½  | 0  | 1  | 2½ | 2  |    | 3½ | 1½ |  | 2 | 5 | 1 | 11   |
| «C»   | Puerto Rico   | ½  | ½  | ½  | 1  | 1½ | ½  | ½  |    | 3  |  | 1 | 7 | 0 | 8    |
| «C»   | Írország      | 0  | ½  | 0  | 0  | 0  | 0  | 2½ | 1  |    |  | 1 | 7 | 0 | 4    |

| Döntő | Ország                    | 1  | 2  | 3  | 4  | 5  | 6  | 7  | 8  | 9  |  | + | − | = | Pont |
| ----- | ------------------------- | -- | -- | -- | -- | -- | -- | -- | -- | -- |  | - | - | - | ---- |
| «A»   | Spanyolország             |    | 2  | 2½ | 3  | 2½ | 3  | 3½ | 3½ | 3½ |  | 7 | 0 | 1 | 23½  |
| «A»   | Amerikai Egyesült Államok | 2  |    | 1½ | 3½ | 3  | 3  | 3  | 3½ | 3½ |  | 6 | 1 | 1 | 23   |
| «A»   | NSZK                      | 1½ | 2½ |    | 2  | 3  | 1½ | 4  | 4  | 3½ |  | 5 | 2 | 1 | 22   |
| «B»   | Finnország                | 1  | ½  | 2  |    | 2  | 3  | 2½ | 1½ | 3  |  | 3 | 3 | 2 | 15½  |
| «B»   | Izland                    | 1½ | 1  | 1  | 2  |    | 2½ | 2  | 2  | 3½ |  | 2 | 3 | 3 | 15½  |
| «B»   | Izrael                    | 1  | 1  | 2½ | 1  | 1½ |    | 2  | 3  | 3  |  | 3 | 4 | 1 | 15   |
| «C»   | Norvégia                  | ½  | 1  | 0  | 1½ | 2  | 2  |    | 2½ | 2  |  | 1 | 4 | 3 | 11½  |
| «C»   | Dél-afrikai Köztársaság   | ½  | ½  | 0  | 2½ | 2  | 1  | 1½ |    | 2½ |  | 5 | 2 | 1 | 10½  |
| «C»   | Irán                      | ½  | ½  | ½  | 1  | ½  | 1  | 2  | 1½ |    |  | 0 | 7 | 1 | 7½   |

| Döntő | Ország         | 1  | 2  | 3  | 4  | 5  | 6  | 7  | 8  | 9  |  | + | − | = | Pont |
| ----- | -------------- | -- | -- | -- | -- | -- | -- | -- | -- | -- |  | - | - | - | ---- |
| «A»   | Argentína      |    | 2½ | 1½ | 2½ | 2  | 3  | 3½ | 4  | 4  |  | 6 | 1 | 1 | 23   |
| «A»   | NDK            | 1½ |    | 3  | 2  | 2½ | 3  | 2½ | 2½ | 4  |  | 6 | 1 | 1 | 21   |
| «A»   | Anglia         | 2½ | 1  |    | 1½ | 3  | 2  | 3  | 3  | 4  |  | 5 | 2 | 1 | 20   |
| «B»   | Magyarország   | 1½ | 2  | 2½ |    | 2½ | 1  | 3½ | 3½ | 3  |  | 5 | 2 | 1 | 19½  |
| «B»   | Lengyelország  | 2  | 1½ | 1  | 1½ |    | 2  | 3½ | 3½ | 4  |  | 3 | 3 | 2 | 19   |
| «B»   | Kolumbia       | 1  | 1  | 2  | 3  | 2  |    | 1½ | 2½ | 3½ |  | 3 | 3 | 2 | 16½  |
| «C»   | Fülöp-szigetek | ½  | 1½ | 1  | ½  | ½  | 2½ |    | 2  | 4  |  | 2 | 5 | 1 | 12½  |
| «C»   | Skócia         | 0  | 1½ | 1  | ½  | ½  | 1½ | 2  |    | 3  |  | 1 | 6 | 1 | 10   |
| «C»   | Libanon        | 0  | 0  | 0  | 1  | 0  | ½  | 0  | 1  |    |  | 0 | 8 | 0 | 2½   |

| Döntő | Ország        | 1  | 2  | 3  | 4  | 5  | 6  | 7  | 8  | 9  |  | + | − | = | Pont |
| ----- | ------------- | -- | -- | -- | -- | -- | -- | -- | -- | -- |  | - | - | - | ---- |
| «A»   | Csehszlovákia |    | 2  | 3  | 2  | 2½ | 4  | 3½ | 4  | 4  |  | 6 | 0 | 2 | 25   |
| «A»   | Jugoszlávia   | 2  |    | 2  | 4  | 2½ | 2½ | 3½ | 4  | 3½ |  | 6 | 0 | 2 | 24   |
| «A»   | Svájc         | 1  | 2  |    | 1½ | 2½ | 4  | 3½ | 4  | 1½ |  | 4 | 3 | 1 | 20   |
| «B»   | Kanada        | 2  | 0  | 2½ |    | 2½ | 3  | 2  | 3½ | 3½ |  | 5 | 1 | 2 | 19   |
| «B»   | Svédország    | 1½ | 1½ | 1½ | 1½ |    | 3½ | 4  | 2  | 3  |  | 3 | 4 | 1 | 18½  |
| «B»   | Belgium       | 0  | 1½ | 0  | 1  | ½  |    | 2½ | 2½ | 2½ |  | 3 | 5 | 0 | 10½  |
| «C»   | Portugália    | ½  | ½  | ½  | 2  | 0  | 1½ |    | 2  | 3  |  | 1 | 5 | 2 | 10   |
| «C»   | Tunézia       | 0  | 0  | 0  | ½  | 2  | 1½ | 2  |    | 3½ |  | 1 | 5 | 2 | 9½   |
| «C»   | Görögország   | 0  | ½  | 2½ | ½  | 1  | 1½ | 1  | ½  |    |  | 1 | 7 | 0 | 7½   |

### Az „A” döntő végeredménye
| №  | Ország                    | 1  | 2  | 3  | 4  | 5  | 6  | 7  | 8  | 9  | 10 | 11 | 12 |  | + | − | = | Pont |
| -- | ------------------------- | -- | -- | -- | -- | -- | -- | -- | -- | -- | -- | -- | -- |  | - | - | - | ---- |
| 1  | Szovjetunió               |    | 2  | 2  | 2  | 3½ | 4  | 2½ | 3½ | 3½ | 3½ | 4  | 4  |  | 8 | 0 | 3 | 34½  |
| 2  | Jugoszlávia               | 2  |    | 2½ | 2½ | 3  | 3½ | 2½ | 3½ | 2½ | 2½ | 2½ | 2  |  | 9 | 0 | 2 | 29   |
| 3  | Argentína                 | 2  | 1½ |    | 2  | 2  | 3  | 3  | 2½ | 3  | 2  | 2½ | 2  |  | 5 | 1 | 5 | 25½  |
| 4  | Amerikai Egyesült Államok | 2  | 1½ | 2  |    | 2  | 2  | 2½ | 2½ | 2½ | 2  | 3  | 2  |  | 4 | 1 | 6 | 24   |
| 5  | Csehszlovákia             | ½  | 1  | 2  | 2  |    | 2½ | 1½ | 3  | 2  | 2½ | 3  | 2  |  | 4 | 3 | 4 | 22   |
| 6  | NDK                       | 0  | ½  | 1  | 2  | 1½ |    | 3½ | 2½ | 1½ | 3  | 2½ | 4  |  | 5 | 5 | 1 | 22   |
| 7  | NSZK                      | 1½ | 1½ | 1  | 1½ | 2½ | ½  |    | 3  | 3½ | 2  | 2½ | 2½ |  | 5 | 5 | 1 | 22   |
| 8  | Svájc                     | ½  | ½  | 1½ | 1½ | 1  | 1½ | 1  |    | 3  | 2½ | 2½ | 3½ |  | 4 | 7 | 0 | 19   |
| 9  | Spanyolország             | ½  | 1½ | 1  | 1½ | 2  | 2½ | ½  | 1  |    | 2  | 2½ | 2½ |  | 3 | 6 | 2 | 17½  |
| 10 | Bulgária                  | ½  | 1½ | 2  | 2  | 1½ | 1  | 2  | 1½ | 2  |    | 1½ | 1½ |  | 0 | 7 | 4 | 17   |
| 11 | Anglia                    | 0  | 1½ | 1½ | 1  | 1  | 1½ | 1½ | 1½ | 1½ | 2½ |    | 2½ |  | 2 | 9 | 0 | 16   |
| 12 | Ausztria                  | 0  | 2  | 2  | 2  | 2  | 0  | 1½ | ½  | 1½ | 2½ | 1½ |    |  | 1 | 6 | 4 | 15½  |

### A „B” döntő végeredménye
| №  | Ország        | 1  | 2  | 3  | 4  | 5  | 6  | 7  | 8  | 9  | 10 | 11 | 12 |  | + | − | = | Pont |
| -- | ------------- | -- | -- | -- | -- | -- | -- | -- | -- | -- | -- | -- | -- |  | - | - | - | ---- |
| 13 | Magyarország  |    | 3½ | 1½ | 2  | 2  | 3  | 3½ | 2½ | 2½ | 2½ | 4  | 4  |  | 8 | 1 | 2 | 31   |
| 14 | Hollandia     | ½  |    | 3½ | 2½ | 2½ | 2½ | 3  | 2  | 3  | 3  | 2½ | 3½ |  | 9 | 1 | 1 | 28½  |
| 15 | Kanada        | 2½ | ½  |    | 1  | 2  | 2½ | 2½ | 2½ | 2½ | 2½ | 3½ | 2½ |  | 8 | 2 | 1 | 24½  |
| 16 | Kolumbia      | 2  | 1½ | 3  |    | 3  | 1  | 2  | 1½ | 2  | 3½ | 2½ | 2½ |  | 5 | 3 | 3 | 24½  |
| 17 | Izrael        | 2  | 1½ | 2  | 1  |    | 3½ | 1½ | 1½ | 2½ | 2½ | 2½ | 3  |  | 5 | 4 | 2 | 23½  |
| 18 | Dánia         | 1  | 1½ | 1½ | 3  | ½  |    | 1½ | 2  | 4  | 2½ | 2  | 3½ |  | 4 | 5 | 2 | 23   |
| 19 | Lengyelország | ½  | 1  | 1½ | 2  | 2½ | 2½ |    | 3  | 1½ | 2  | 3  | 3  |  | 5 | 4 | 2 | 22½  |
| 20 | Svédország    | 1½ | 2  | 1½ | 2½ | 2½ | 2  | 1  |    | 2½ | 2  | 1½ | 2  |  | 3 | 4 | 4 | 21   |
| 21 | Finnország    | 1½ | 1  | 1½ | 2  | 1½ | 0  | 2½ | 1½ |    | 3  | 2  | 2½ |  | 3 | 6 | 2 | 19   |
| 22 | Izland        | 1½ | 1  | 1½ | ½  | 1½ | 1½ | 2  | 2  | 1  |    | 3  | 2½ |  | 2 | 7 | 2 | 18   |
| 23 | Franciaország | 0  | 1½ | ½  | 1½ | 1½ | 2  | 1  | 2½ | 2  | 1  |    | 1½ |  | 1 | 8 | 2 | 15   |
| 24 | Belgium       | 0  | ½  | 1½ | 1½ | 1  | ½  | 1  | 2  | 1½ | 1½ | 2½ |    |  | 1 | 9 | 1 | 13½  |

## Az egyéni legjobb pontszerzők
Táblánként az első három legjobb százalékos arányt elérő versenyzőt díjazták éremmel az elődöntőben és a döntőben elért összesített eredményeik alapján. Mihail Tal az egész olimpia legjobb eredményéért különdíjban is részesült. A magyarok közül Forintos Győző a második tartalékok között Tigran Petroszjánnal holtversenyben egyéni aranyérmet szerzett.
| H. | Versenyző neve    | Ország      | Döntő | Pont | Játszmaszám | Százalék |
| -- | ----------------- | ----------- | ----- | ---- | ----------- | -------- |
|    | Svetozar Gligorić | Jugoszlávia | A     | 12   | 15          | 80       |
|    | Max Euwe          | Hollandia   | B     | 8½   | 11          | 77,3     |
|    | Mihail Botvinnik  | Szovjetunió | A     | 9    | 12          | 75       |
| H. | Versenyző neve      | Ország      | Döntő | Pont | Játszmaszám | Százalék |
| -- | ------------------- | ----------- | ----- | ---- | ----------- | -------- |
|    | Frank Ross Anderson | Kanada      | B     | 10½  | 13          | 80,8     |
|    | Vaszilij Szmiszlov  | Szovjetunió | A     | 9½   | 12          | 79,2     |
|    | Oscar Panno         | Argentína   | A     | 12   | 16          | 75       |
| H. | Versenyző neve | Ország         | Döntő | Pont | Játszmaszám | Százalék |
| -- | -------------- | -------------- | ----- | ---- | ----------- | -------- |
|    | Paul Keres     | Szovjetunió    | A     | 9½   | 12          | 79,2     |
|    | Jiří Fichtl    | Csehszlovákia  | A     | 12½  | 17          | 73,5     |
|    | Melitón Borja  | Fülöp-szigetek | C     | 13½  | 19          | 71,1     |
| H. | Versenyző neve     | Ország                    | Döntő | Pont | Játszmaszám | Százalék |
| -- | ------------------ | ------------------------- | ----- | ---- | ----------- | -------- |
|    | David Bronstejn    | Szovjetunió               | A     | 9½   | 12          | 79,2     |
|    | Larry Melvyn Evans | Amerikai Egyesült Államok | A     | 11½  | 16          | 71,9     |
|    | Zandor Nilsson     | Svédország                | B     | 11   | 16          | 68,8     |
| H. | Versenyző neve    | Ország                    | Döntő | Pont | Játszmaszám | Százalék |
| -- | ----------------- | ------------------------- | ----- | ---- | ----------- | -------- |
|    | Mihail Tal        | Szovjetunió               | A     | 13½  | 15          | 90       |
|    | Georgi Tringov    | Bulgária                  | A     | 7    | 10          | 70       |
|    | Nicolas Rossolimo | Amerikai Egyesült Államok | A     | 10   | 15          | 66,7     |
|    | Haije Kramer      | Hollandia                 | B     | 8    | 12          | 66,7     |
| H. | Versenyző neve    | Ország       | Döntő | Pont | Játszmaszám | Százalék |
| -- | ----------------- | ------------ | ----- | ---- | ----------- | -------- |
|    | Tigran Petroszján | Szovjetunió  | A     | 10½  | 13          | 80,8     |
|    | Forintos Győző    | Magyarország | B     | 10½  | 13          | 80,8     |
|    | Andrija Fuderer   | Jugoszlávia  | A     | 8½   | 11          | 77,3     |

## A dobogón végzett csapatok tagjainak egyéni eredményei
| Szovjetunió - Mihail Botvinnik (+7 −1 =4) - Vaszilij Szmiszlov (+7 −0 =5) - Paul Keres (+7 −0 =5) - David Bronstejn (+7 −0 =5) - Mihail Tal (+12 −0 =3) - Tigran Petroszján (+8 −0 =5) | Jugoszlávia - Svetozar Gligorić (+9 −0 =6) - Alekszandar Matanović (+7 −1 =5) - Borislav Ivkov (+7 −3 =5) - Petar Trifunović (+5 −2 =4) - Božidar Đurašević (+3 −1 =7) - Andrija Fuderer (+8 −2 =1) | Argentína - Herman Pilnik (+5 -2 =8) - Oscar Panno (+8 −0 =8) - Erich Eliskases (+5 −1 =11) - Rodolfo Argentino Redolfi (+3 −2 =4) - Raúl Sanguineti (+7 −3 =5) - Jaime Emma (+2 −1 =1) |

## A magyar versenyzők eredményei
| F.                                 | Ellenfél                           | Szabó László     | Szabó László | Barcza Gedeon | Barcza Gedeon | Portisch Lajos  | Portisch Lajos | Bilek István  | Bilek István | Honfi Károly | Honfi Károly | Forintos Győző | Forintos Győző | P. |
| ---------------------------------- | ---------------------------------- | ---------------- | ------------ | ------------- | ------------- | --------------- | -------------- | ------------- | ------------ | ------------ | ------------ | -------------- | -------------- | -- |
| Elődöntő (3. csoport)              |                                    |                  |              |               |               |                 |                |               |              |              |              |                |                |    |
| 2                                  | Argentína                          | Pilnik           | 1            | Panno         | 0             | Erich Eliskases | ½              | Sanguineti    | 0            |              |              |                |                | 1½ |
| 3                                  | Anglia                             |                  |              | Alexander     | 1             | Penrose         | ½              |               |              | Golombek     | 0            | Wade           | 1              | 2½ |
| 4                                  | Skócia                             | Fairhurst        | ½            |               |               | Aitken          | 1              | Beckingham    | 1            |              |              | Thomson        | 1              | 3½ |
| 5                                  | Libanon                            |                  |              | Chalabi       | 0             |                 |                | Tarazi        | 1            | Gabriel      | 1            | Succar         | 1              | 3  |
| 6                                  | NDK                                | Uhlmann          | 1            | Dittmann      | 0             | Bertholdt       | ½              | Fuchs         | ½            |              |              |                |                | 2  |
| 7                                  | Fülöp-szigetek                     | Cardoso          | 1            | Campomanes    | 1             |                 |                | Borja         | ½            |              |              | Aldecoa        | 1              | 3½ |
| 8                                  | Kolumbia                           | Cuéllar Gacharna | 0            | Sánchez       | ½             | De Greif        | ½              |               |              |              |              | Martín         | 0              | 1  |
| 9                                  | Lengyelország                      | Śliwa            | 0            | Tarnowski     | 1             | Witkowski       | 1              | Kostro        | ½            |              |              |                |                | 2½ |
| „B” döntő                          |                                    |                  |              |               |               |                 |                |               |              |              |              |                |                |    |
| 1                                  | Franciaország                      |                  |              | Raizman       | 1             | Boutteville     | 1              |               |              | Bergraser    | 1            | Lemoine        | 1              | 4  |
| 2                                  | Dánia                              |                  |              | Bent Larsen   | ½             | Enevoldsen      | 1              |               |              | Pedersen     | ½            | Ravn           | 1              | 3  |
| 3                                  | Kanada                             |                  |              |               |               | Yanofsky        | 0              | Anderson      | ½            | Vaitonis     | 0            | Joyner         | 1              | 1½ |
| 4                                  | Lengyelország                      | Śliwa            | 1            |               |               | Tarnowski       | ½              |               |              | Witkowski    | 1            | Kostro         | 1              | 3½ |
| 5                                  | Kolumbia                           | Cuéllar Gacharna | 0            | Sánchez       | 1             |                 |                | De Greiff     | ½            | Martin       | ½            |                |                | 2  |
| 6                                  | Belgium                            | Dunkelblum       | 1            |               |               | Franck          | 1              | Van den Boeck | 1            |              |              | Beyen          | 1              | 4  |
| 7                                  | Hollandia                          | Max Euwe         | 1            | Donner        | 1             | Kramer          | 1              |               |              |              |              | Roessel        | ½              | 3½ |
| 8                                  | Svédország                         | Ståhlberg        | ½            | Sterner       | ½             | Nilsson         | 1              |               |              | Arnlind      | ½            |                |                | 2½ |
| 9                                  | Finnország                         | Ojanen           | ½            | Rantanen      | ½             |                 |                | Koskinen      | 1            |              |              | Hällström      | ½              | 2½ |
| 10                                 | Izland                             |                  |              | Jóhansson     | 1             | Porbergsson     | ½              |               |              | Jónsson      | ½            | Guðmundsson    | ½              | 2½ |
| 11                                 | Izrael                             |                  |              | Porath        | ½             | Czerniak        | ½              | Smiltiner     | ½            | Pilshchik    | ½            |                |                | 2  |
| Szerzett pontszám (Játszmák száma) | Szerzett pontszám (Játszmák száma) | 7½ (12)          | 7½ (12)      | 9½ (15)       | 9½ (15)       | 10½ (15)        | 10½ (15)       | 7 (11)        | 7 (11)       | 5½ (10)      | 5½ (10)      | 10½ (13)       | 10½ (13)       |    |